# Misja Helsloot
Misja Helsloot (* 21. Januar 1973 in Rotterdam) ist ein niederländischer Trance-DJ und Musikproduzent.

## Biografie
Misja Helsloot begann im Alter von 19 Jahren Partys zu organisieren und legte dort jeweils als DJ auf. 1998 lernte er Tiësto kennen und durfte auf dessen Sublabel die Compilation „In Trance we Trust 001“ herausbringen, welche insbesondere in den Niederlanden gut aufgenommen wurde. Ein Jahr später gründete er sein eigenes Musiklabel, C4, als Sublabel von Basic Beat Recordings, auf welchem er zwei CDs veröffentlichte.
Im August 2001 gründete er zusammen mit Roland K und Maarten van Oosten ein unabhängiges Musiklabel names Gesture Music. Unter diesem Label veröffentlichte er 2002 seine erste Eigenproduktion „First Second“. Seither hat er einige Singles auf diesem Label herausgebracht und zuletzt auch unter dem Label Liquid Recordings. 2004 konnte Helsloot den Main Floor an der Trance Energy eröffnen, der weltweit größten reinen Trance-Party.
Im Jahr 2009 erschien sein Debütalbum All Inclusive.

## Diskografie

### Alben
- 2009: All Inclusive

### Singles
- 2002: First Second
- 2002: A Different World
- 2004: Back From Your Past (feat. Shane 54)
- 2005: Blue Monkey
- 2006: Out Of Hand (feat. Linn)
- 2007: Back Tracking
- 2007: L-One (vs. Alex M.O.R.P.H.)
- 2007: Project: Project (vs. Jazper)
- 2008: Once
- 2009: All Inclusive
- 2009: On/Off (mit Digital Nature)
- 2010: Ass You Wish (vs. PMW)
- 2010: In Your Face (mit Vast Vision)
- 2013: Inspire (feat. Fisher)
- 2014: Wrecked

### Remixe (Auswahl)
- 2000: Inkfish – Orange Envelope
- 2002: Ozone – Ionize
- 2004: Mike Koglin vs. DJ Uto – Yoake
- 2006: Shane 54 & Abel Ramos – Kippenvelmeter
- 2006: Airbase – Sinister
- 2007: The Thrillseekers – New Life
- 2008: Ron van den Beuken pres. Clokx – Angels